# Morgan Knowles
Pour les articles homonymes, voir Knowles.

a Compétitions nationales et continentales officielles uniquement.

b Matchs officiels uniquement.
Morgan Knowles, né le 5 novembre 1996 à Barrow-in-Furness (Angleterre), est un joueur de rugby à XIII anglais et international gallois évoluant au poste de talonneur, de troisième ligne ou de deuxième ligne dans les années 2010. Il fait ses débuts professionnels avec St Helens en Super League en 2015. Il dispute avec ce dernier une finale de Challenge Cup en 2019. Il prend part également à la Coupe du monde 2017 sous les couleurs du pays de Galles.

## Palmarès
- Collectif :
  - Vainqueur de la Super League : 2019, 2020, 2021 et 2022 (St Helens).
  - Vainqueur de la Challenge Cup : 2021 (St Helens).
  - Finaliste de la Challenge Cup : 2019 (St Helens).

- Individuel :
  - Nommé dans l'équipe de la Super League : 2019, 2020, 2021 et 2022 (St Helens).